# Le Cercle de craie caucasien
Pour les articles homonymes, voir Le Cercle de craie.
Le Cercle de craie caucasien (Der kaukasische Kreidekreis) est une pièce de théâtre du dramaturge allemand Bertolt Brecht, écrite en 1945 et publiée en 1949. 
Collaboratrice : Margarete Steffin (pièce commencée avant 1941).

## Argument
Le prologue et l’épilogue de cette pièce se passent dans un kolkhoze, le reste de la pièce est un récit dans le récit, raconté par les habitants du kolkhoze.
Lors d'un attentat révolutionnaire, le gouverneur Georgi Abachvilli est assassiné. Son épouse fuit en abandonnant leur fils Michel, encore bébé, qui est recueilli par une servante du palais, Groucha Vachnadzé. Mais l’enfant (héritier) est pourchassé par les révolutionnaires. Groucha s’enfuit pour un long périple à travers le Caucase au cours duquel elle s'attire de nombreux ennuis à cause de l'enfant et fait de nombreuses rencontres : des soldats violents, la misère, la faim, la peur, le mépris. Pour survivre, elle est contrainte de se marier contre son gré et de trahir ainsi son fiancé, parti à la guerre. La révolution avortée, elle est toujours traquée par les soldats qui veulent désormais rendre l’enfant à sa mère « naturelle ». Mais Groucha s'est attachée à Michel et le considère comme son propre fils.
À qui l’enfant sera-t-il accordé ? Le tribunal, dirigé par Azdak, un juge extravagant, décide d’appliquer l’épreuve du cercle de craie : l’enfant est placé dans un cercle et les deux mères doivent tirer l’enfant de leur côté. La véritable mère sera-t-elle celle qui attirera l’enfant ? Non, ce sera celle qui refusera de faire du mal à l'enfant en l’écartelant ainsi.
La pièce est inspirée à la fois d’une pièce de théâtre chinoise de Li Qianfu, Le Cercle de craie (Hui lan ji) (en) (mise en scène vingt ans plus tôt par le poète et dramaturge allemand Klabund en 1925) et du jugement de Salomon.
Cette œuvre importante de Brecht traite d'un des thèmes de prédilection de l’auteur : la nécessité de la bonté, ou sa suffisance.
La pièce chinoise Le Cercle de craie, traduite en français en 1832 par Stanislas Julien, a également inspiré à Alexander von Zemlinsky Le Cercle de craie (Der Kreidekreis), opéra allemand créé en 1933.
C’est également le seul drame de Brecht qui pose la question de l’édification socialiste et non pas celle de la lutte révolutionnaire.

## Résumé (hors Prologue et Épilogue)

### 1ertableau
La Géorgie est en guerre contre la Perse. Le jour de Pâques, Georgi Abachvili, gouverneur de la province de Nukha, plus soucieux de son confort que des affaires d'état, se rend à l'église avec sa femme Natella, son fils nouveau-né Michel, son cousin le prince Kazbeki et Chalva, son aide de camp.
Groucha, fille de cuisine au palais, plaisante avec Simon Chachava, soldat de la garde.
À la suite d'un attentat fomenté par Kazbeki et les autres princes de Géorgie, le gouverneur est décapité. Les serviteurs du palais sont réquisitionnés pour préparer en hâte les bagages de Natella.
Groucha et Simon se fiancent.
Natella s'enfuit en hâte avec Chalva, abandonnant son enfant. Groucha le recueille et part rejoindre son frère qui habite de l'autre côté des montagnes.
Le prince Kazbeki lance ses hommes à la recherche de l'enfant, héritier du Gouverneur.

### 2etableau
Groucha cherche du lait pour Michel et réussit à en acheter un peu, à prix d'or à un vieux berger.
Voyant passer un équipage avec deux nobles fugitives, elle tente de se faire passer pour l'une des leurs pour profiter de la voiture. Mais la nuit tombe, il faut trouver un abri pour la nuit. Groucha cherche à la partager avec les deux femmes, mais sa supercherie est découverte et elle doit s'enfuir à nouveau.
Un brigadier lancé aux trousses de l'enfant rudoie son subordonné.
Harassée, consciente de la charge que représente l'enfant, Groucha se résout à l'abandonner sur le seuil d'une ferme, où une paysanne le trouve.
Groucha tombe nez à nez avec les deux soldats. Le brigadier la lutine, puis l'interroge : a-t-elle entendu parler d'un enfant de riche arrivé de la ville ? Groucha réussit à s'enfuir.
Groucha retourne à la ferme et supplie la paysanne de cacher l'enfant. Les soldats arrivent. La paysanne, terrorisée, désigne l'enfant. Alors que le brigadier s'apprête à s'en saisir, Groucha l'assomme avec une bûche.
Pour franchir le col du Janga-Tau est installée une passerelle en ruines. Groucha réussit cependant à traverser. Les soldats qui la poursuivent sont obligés de renoncer.

### 3etableau
Après 7 jours de marche, Groucha, épuisée, arrive à la ferme de son frère Laurenti. Sa belle-sœur Aniko la recueille avec la plus grande méfiance.
L'hiver passe. Laurenti informe Groucha qu'il a arrangé pour elle un mariage avec Youssoup, un fermier sur le point de mourir. Groucha accepte, espérant que cela sauvera Michel.
Le moine chargé de procéder au mariage a invité le village à y assister. La mère du fermier agonisant se voit obligée de les accueillir. Les invités découvrent la présence de l'enfant et jasent. Apprenant que la guerre est finie, le moribond se relève soudain et chasse les invités.
Dans sa baignoire, Youssoup se plaint de la mauvaise volonté de Groucha.
Les années passent, l'enfant grandit. Groucha lave du linge à la rivière. Avec d'autres enfants, Michel joue à "coupe-cabèche", une parodie de l'assassinat du gouverneur Abachvili.
Simon arrive au bord de la rivière. Apprenant de Groucha qu'elle est mariée et qu'il y a un enfant, il rompt les retrouvailles.
Des soldats retrouvent l'enfant et s'en emparent.

### 4etableau
Flashback : le jour du coup d'état, Azdak, écrivain de village, découvre un fugitif dans la forêt et le cache, ne le livrant pas à son "ami", le policier Chauva.
Découvrant que l'homme qu'il a hébergé n'était autre que le grand-duc, Azdak s'accuse. Il va trouver des soldats et leur demande d'être jugé. Il apprend que le juge a été pendu par les tisserands révoltés. Les soldats s'amusent à le malmener.
Le prince Kazbeki survient accompagné de son neveu Bizergan, qu'il veut faire désigner comme juge par le peuple afin d'éliminer définitivement le grand-duc. Peu impressionnés, les soldats consultent Azdak qui propose de mettre le neveu à l'épreuve, lui-même jouant le rôle du grand-duc. À l'occasion de ce faux procès, Azdak dénonce le rôle des princes. Les soldats chassent Kazbeki et son neveu et décident de nommer Azdak juge.
On retrouve Azdak rendant sa justice. Babouchka, une vieille accusée du vol d'une vache et d'un jambon, est acquittée au détriment de riches paysans.
Le grand-duc a repris le pouvoir, Natella Abachvili est de retour. Azdak voit sa dernière heure venue et exprime sa peur à Chauva.
Natella arrive avec ses avocats pour réclamer la restitution de son enfant. Azdak déclare qu'il est à ses ordres.

### 5etableau
Groucha se prépare pour le procès qui doit décider à qui sera confié Michel, à Natella ou à elle-même. Ses anciennes collègues lui expliquent que si c'est Azdak le juge, elle a ses chances. Simon se déclare prêt à reconnaître l'enfant comme le sien.
Les soldats cherchent Azdak, en fuite. Le brigadier entraperçoit Groucha et croit la reconnaître, mais Natella Abachvili fait son entrée avec ses deux avocats.
Les soldats ont retrouvé Azdak et le rudoient. Entretemps, le brigadier a reçu un édit du grand-duc qui, reconnaissant envers celui qui lui a sauvé la vie, le confirme dans son statut de juge.
Réinvesti officiellement dans ses fonctions, Azdak mène le procès. Outrée par ses méthodes, Groucha le met violemment en cause.
Un couple de vieux demande qu'Azdak prononce leur divorce.
Azdak propose l'épreuve du Cercle de Craie pour départager les deux femmes. Voyant que Groucha refuse de prendre le risque d'écarteler son enfant, il reconnaît en elle la "vraie" mère.
Azdak prononce le divorce de Groucha d'avec son mari à la place de celui des deux vieux. Groucha et Simon se réconcilient et partent avec Michel.
Le Conteur tire la moralité de toute l'histoire.

## Productions dans la francophonie

### Québec
- 1995 : mise en scène de Serge Denoncourt, au Théâtre du Trident (Québec).
- 2009 : mise en scène de Luce Pelletier, au Théâtre Prospero (Montréal).
- 2016 : mise en scène de Marie-Hélène Gendreau , au Conservatoire d'Art dramatique de Québec (Québec).
- 2019 : mise en scène d'Olivier Normand, au Théâtre du Trident (Québec).

### Belgique
- 2009 : Dans une mise en scène de Jasmina Douieb (avec Jean-Michel Distexhe, Cédric Eeckhout, Catherine Grosjean, Lara Hubinont, François Neycken, Benoît Van Dorslaer, Cécile Vangrieken), Festival Au Carré, Carré des Arts, Mons[2]

### France
- 1957 : création mondiale par la Comédie de Saint-Étienne, mise en scène John Blatcley et Jean Dasté, décorateur Abd-el-Kader Farrah et Bernard Floriet, masques de Cyril Dives et Pierre Mestre.
- 1978 : création au Festival d'Avignon, dans la cour du Palais des Papes, mise en scène de Benno Besson, avec Philippe Avron et Coline Serreau.
- été 1998 : représentation au Théâtre du Peuple à Bussang, mise en scène de Jean-Claude Berutti.
- 2001 : représentation au Théâtre national de la Colline, mise en scène de Benno Besson, nommé pour ce projet au Molière du metteur en scène 2001.
- 2011 : représentation au Théâtre de Coulommiers, par les élèves de l'Option Théâtre de Coulommiers, mise en scène d'Emmanuel Bodin.
- 2012 : représentations les 24 et 25 mai à La Virgule, Tourcoing, dans une mise en scène de Jasmina Douieb (reprise de 2009 en Belgique)[3]
- 2012 : représentation en juin, par l'atelier de théâtre de l'Avant Scène (Candé, Maine-et-Loire). Mise en scène de Jean-Christophe Astoul.
- 2014 : représentation au Festival du Nouveau Théâtre Populaire, à Fontaine-Guérin (Maine-et-Loire). Mise en scène d'Emilien Diard-Detoeuf.
- 2015 : représentation en marionnette au Théâtre Mouffetard à Paris, par Rémi Fasol, Louise Barthaux et Félix Loizillon.
- 2015 : création au Festival d'Avignon Off par la compagnie Le Vélo Volé, mise en scène de François Ha Van.
- 2016 : représentation au Théâtre du Roi René lors du Festival d'Avignon Off par la compagnie Le Vélo Volé, mise en scène de François Ha Van.
- 2023 : représentations en Indre-et-Loire du 30 juin au 25 août par le Théâtre de l'Ante[4]. Mise en scène Jean Louis Dumont.

## Productions dans les pays anglophones

### États-Unis
- 1948 : adaptation au Carleton College de Northfield[5].